# Šťavnatka terčovitá
Šťavnatka terčovitá (Hygrophorus discoideus) je druh houby z čeledi šťavnatkovité (Hygrophoraceae).

## Znaky
Klobouk je 2–8 cm široký, nejprve sklenutý s podvinutými okraji se postupně zplošťuje, přičemž vyniká oblý, široký, středový hrbolek, u starších plodnic jsou okraje výrazně zdvižené. Pokožka je hladká, oslizlá, oranžově až červenohnědá, ve středové části výrazně hnědá.
Bílé až mírně okrové lupeny jsou u třeně mírně sbíhavé, na klobouku jsou řídce uspořádané. V mládí je hymenofor zakrytý slizovitou blankou. Výtrusný prach je bílý.
Třeň je 4–7 cm dlouhý, válcovitý, bílý, na spodní části hnědavě vláknitý, na horní části je pokrytý drobnými vločkami. U mladých plodnic je přítomen mizející prsten, staré plodnice mají dutý třeň. Báze je vřetenovitá
Bílá, smetanová, místy hnědavá dužnina má nevýraznou chuť i vůni.

## Užití
Jedlá houba.

## Ekologie
Od září do listopadu roste v jehličnatých lesích se zásaditým, vápnitým substrátem. Ze stromů preferuje smrk.

## Rozšíření
Druh by popsán v oblastech Severní Ameriky, Evropy, Ruska, Blízkého východu a Japonska.

## Galerie

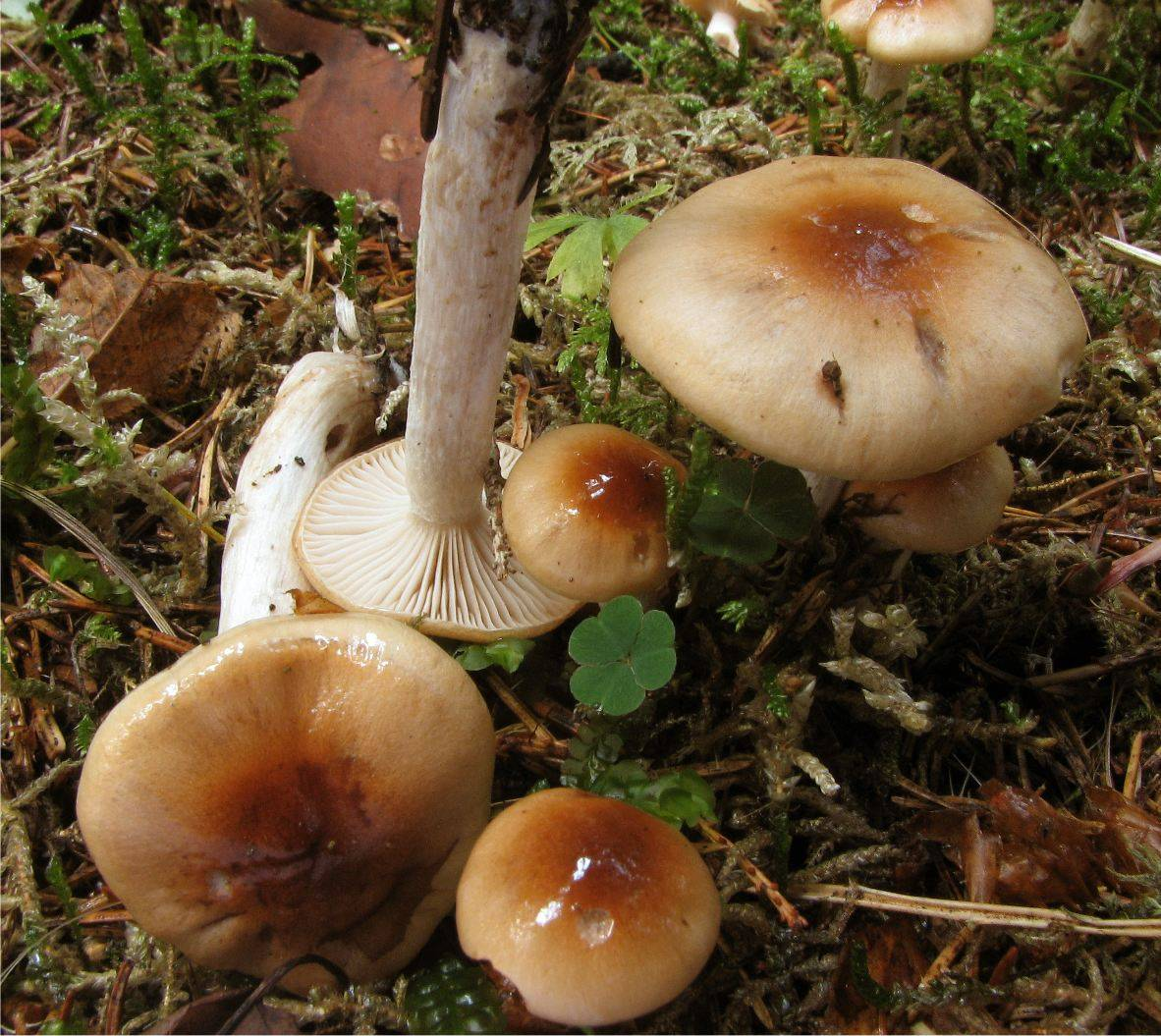
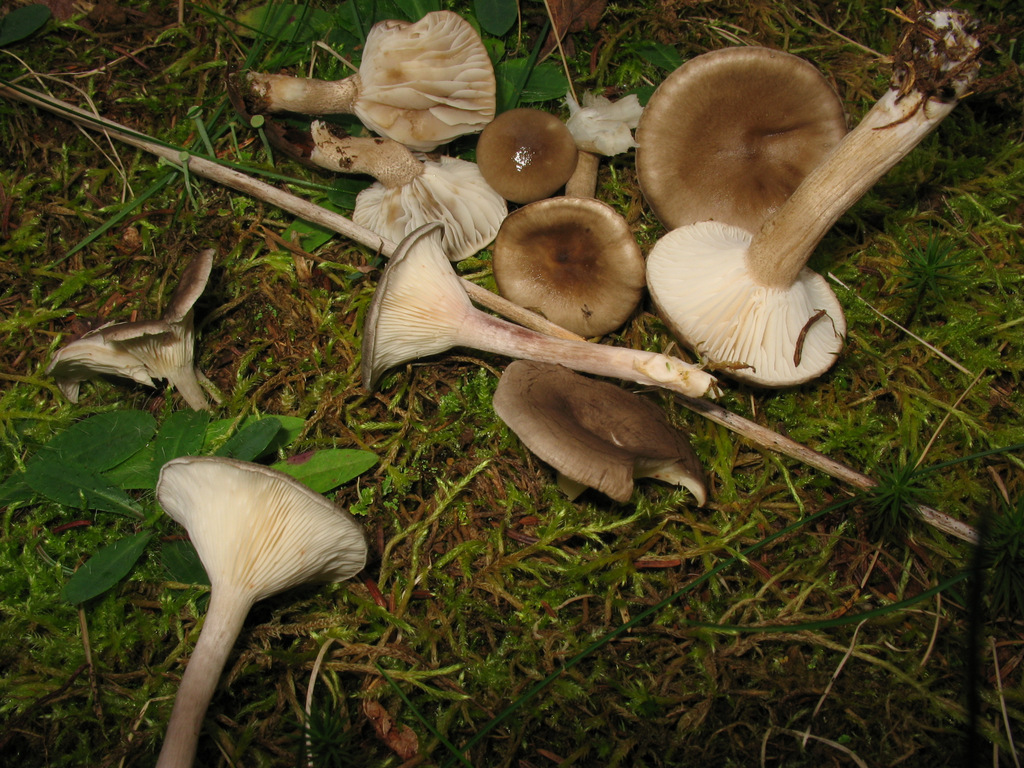
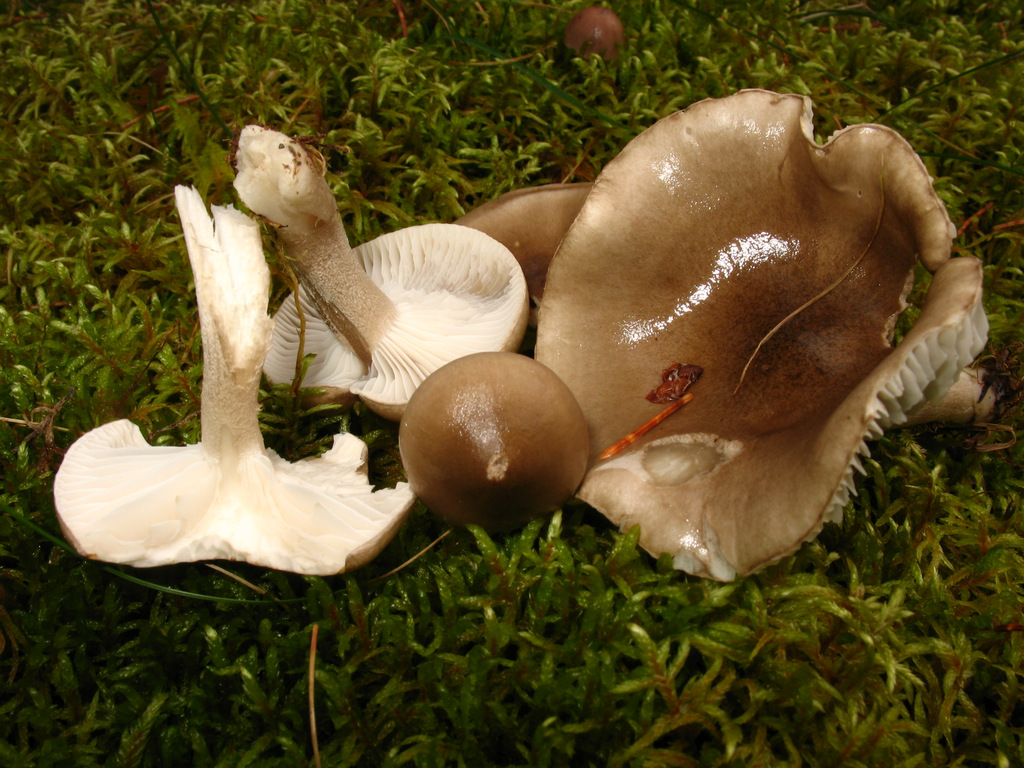

## Možnost záměny
- Šťavnatka Lidnterova (Hygrophorus lidntneri)[4]